# RD1
RD1 ou 0140+326 RD1 é uma galáxia distante, que uma vez que deteve o título de galáxia mais distante conhecida. Ela foi encontrada a uma distância de 12,22 bilhões de anos-luz, quando o universo tinha apenas 6% de sua idade atual, cerca de 820 milhões de anos após o Big Bang. A distância comóvel presente é estimada em cerca de 26 bilhões de anos-luz.